# ジャンルカ・ペッソット
- ジャンルカ・ペソット

ジャンルカ・ペッソット（Gianluca Pessotto、1970年8月11日 - ）は、イタリア・ウディネ出身の元サッカー選手。ポジションはDF・MF。元イタリア代表。
元々はボランチとしてプレーしていたことから、中盤でも両サイドバックとしてもプレーできるという、戦術的柔軟性があった。テクニックはそれ程高くないが、運動量が豊富で、強烈なロングシュートも武器であった。法学部を卒業し、文学にも造詣が深かったことから、Professorinoという仇名を付けれれていた。

## 経歴
14歳の時、ACミランのユースチームに入団して本格的にサッカーを始めた。その後、プリマヴェーラに昇格、チームメートには、アルベルティーニ、トルド、ポリニらが居た。トップの練習に参加したことはあったが、昇格は無いまま、当時セリエCのヴァレーゼへと放出された。ヴァレーゼでの2シーズンで公式戦84試合に出場し、マッセーゼへ移籍。1992-93シーズン、当時セリエBのボローニャへと7移籍したが、チームはセリエCへ降格した。
1993-94シーズン、セリエBのエラス・ヴェローナへと移籍、公式戦35試合に出場すると、1994-95シーズン、セリエAのトリノが獲得した。1994-95シーズン、1994年9月4日にインテル戦で初めてセリエAの舞台に立った。9月の終わりにネド・ソネッティが新監督に就任すると、左サイドの人員が不足していたことから、右サイドMFから左サイドバックへとコンバートされ、選手としての転機を迎えた。1995年1月8日、フィオレンティーナ戦でミランのプリマヴェーラ時代のチームメートであった、トルドからセリエA初ゴールを奪った。このシーズンの公式戦36試合に出場し、良いプレー振りを見せた。
トリノでの活躍にユヴェントスが目を付け、1995-96シーズンからユヴェントスに移籍。マルチェロ・リッピ監督に重宝され、イタリアを代表するサイドバックへと成長。ユヴェントスでは、11シーズンを過ごし、公式戦366試合に出場した。1996年にはUEFAチャンピオンズリーグ優勝を経験。1998年9月13日のペルージャ戦で移籍後初得点を挙げた。ユヴェントスでジャンルカ・ザンブロッタが左サイドバックにコンバートされてからはバックアッパーとなった。2005-06シーズン終了後に35歳で現役を引退した。
イタリア代表でも1996年10月9日のジョージア戦で代表デビューを飾った。1998年フランスW杯では3試合に出場した。2000年のユーロでは、5試合に起用された。決勝のフランス戦でデルベッキオの先制点をアシストしたが、終了間際に逆転されて準優勝に終わった。

## 引退後
引退後すぐに、ユヴェントスのチームマネージャーに就任した。その後はユヴェントスのユースチームを率いていた。
2006年6月26日、トリノのユヴェントス本社3階、15メートルから転落。命に別状はないものの複雑骨折の重傷を負った。うつ病を患っていたとされ、またクラブの八百長疑惑の最中、手にロザリオを握っていたことなどから自殺を図って飛び降りたものとみられる。
2014年にはベガルタ仙台OBとのチャリティマッチでユヴェントスレジェンズの監督として来日した。

## 代表歴

### 出場大会
- イタリア代表
  - 1998 FIFAワールドカップ

### 試合数
- 国際Aマッチ 21試合 0得点（1996年-2002年）[5]

| イタリア代表 | 国際Aマッチ | 国際Aマッチ |
| 年           | 出場        | 得点        |
| ------------ | ----------- | ----------- |
| 1996         | 1           | 0           |
| 1997         | 2           | 0           |
| 1998         | 6           | 0           |
| 1999         | 1           | 0           |
| 2000         | 9           | 0           |
| 2001         | 1           | 0           |
| 2002         | 1           | 0           |
| 通算         | 21          | 0           |